# Nicholas Mallett
Pour les articles homonymes, voir Mallett.
Nicholas Mallett est un réalisateur anglais né le 6 mai 1945 et mort le 30 janvier 1997. Il est connu pour son travail de réalisateur à télévision britannique dans les années 1980 à 1990.

## Carrière
Après avoir été responsable de production sur la série Blake's 7 il est nommé réalisateur au sein de la BBC. Après avoir réalisé quelques épisodes de séries comme le soap opéra Crossroads ou Late Starter, il rejoint l'équipe de production de la série Doctor Who en 1986 et filme « The Mysterious Planet » avec Colin Baker dans le rôle du Docteur, puis « Paradise Towers » en 1987 et « The Curse of Fenric » en 1989 avec Sylvester McCoy dans le rôle principal. 
Il fut aussi réalisateur sur des séries comme Children's Ward et The Bill. 
Il meurt en janvier 1997.

## Filmographie sélective

### En tant que réalisateur
- 1985 : Late Starter (2 épisodes)
- 1985 : Black Silk  (2 épisodes)
- 1986 : Doctor Who : « The Mysterious Planet »
- 1987 à 1988 : Crossroads (2 épisodes)
- 1987 : Doctor Who : « Paradise Towers »
- 1989 : Doctor Who : « The Curse of Fenric »
- 1990 : Wales Playhouse (1 épisode)
- 1993 à 1995 : The Bill (8 épisodes)
- 1993 à 1995 : Take the High Road (7 épisodes)

## Source
- (en) Cet article est partiellement ou en totalité issu de l’article de Wikipédia en anglais intitulé « Nicholas Mallett » (voir la liste des auteurs).